# Пилот возвращается
«Пилот возвращается» (итал. Un pilota ritorna) — итальянский художественный фильм 1942 года, снятый режиссёром Роберто Росселлини. Это второй фильм так называемой «фашистской трилогии» режиссёра, в которой восхваляются вооружённые силы фашистского режима. Фильм снимался при активной поддержке итальянских ВВС, руку к сценарию картины приложил Витторио Муссолини, сын дуче и друг режиссёра.
Первый фильм трилогии, «Белый корабль», стал в карьере Росселлини первым полнометражным игровым фильмом. Он вышел на экраны в 1941 году, имел значительный коммерческий успех и принёс режиссёру известность. «Пилот возвращается» снимался с бо́льшим размахом. Если в первом были заняты непрофессиональные актёры, то во втором главную роль отдали восходящей звезде итальянского кинематографа Массимо Джиротти, участие которого во многом обеспечило успех фильма в прокате. Съёмки проходили на аэродроме в Витербо. Третий фильм трилогии, «Человек с крестом», вышел в 1943 году.

## Сюжет
Во время итало-греческой войны сбитый итальянский пилот Джино Россати попадает в руки британцев. Его отправляют в лагерь для военнопленных, где он встречает молодую итальянку, которая добровольно ухаживает за пленными, и влюбляется в неё. Сбежав из лагеря, Джино крадёт самолёт и возвращается в Италию, чтобы дальше служить своей стране. По возвращении он узнаёт, что Греция завоёвана странами Оси.

## В ролях
- Массимо Джиротти — лейтенант Джино Россати
- Микела Бельмонте — Анна
- Гаэтано Мазьер — лейтенант Тризотти
- Эльвира Бетроне — сеньора Россати, мать Джино
- Нино Бронделло — лейтенант Виттали
- Пьеро Лулли — Де Сантис
- Джованни Вальдамбрини — врач, отец Анны